# تنگه پالک

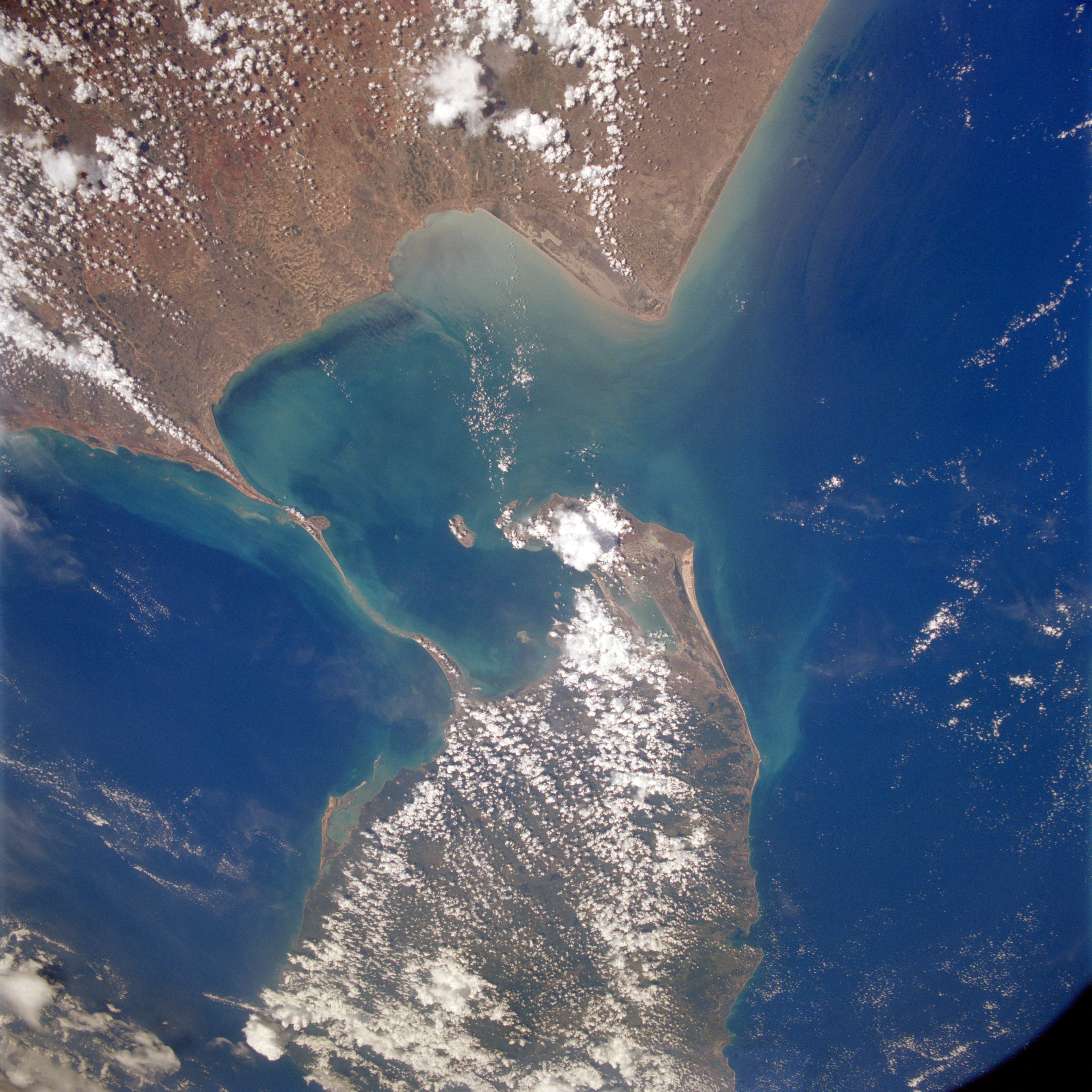
تصویر گرفته‌شده توسط فضاپیمای اندور از تنگهٔ پالک

تنگهٔ پالک (به انگلیسی: Palk Strait) آبراهی در جنوب‌غربی خلیج بنگال است که مابین این خلیج و خلیج پالک در جنوب‌شرقی هند و شمال سری‌لانکا واقع شده‌است. این تنگه بین ۴۰ تا ۸۵ مایل (۶۴ تا ۱۳۷ کیلومتر) پهنا و ۸۵ مایل درازا دارد و مجموعه‌ای از تپه‌های زیرآبی کم‌عمق همچون پلی در جنوب آن واقع شده که پل آدم را تشکیل می‌دهند. همچنین جزیره پامبان (متعلق به هندوستان) و جزیره منار (متعلق به سری لانکا) در جنوب تنگهٔ پالک قرار دارند. چندین رودخانه از جمله رود وایگای هند به این تنگه می‌ریزند و بسیاری از جزایر سری‌لانکا نیز در این تنگه قرار دارند.
بندر جفنا، مرکز تجاری شمال سری لانکا از طریق این تنگه به دادوستد با ایالت تامیل نادوی هند می‌پردازد. همچنین یک کشتی مخصوص حمل واگن‌های قطار در این تنگه بین دانوشکودی هند و تالایمنار سری لانکا در رفت‌وآمد است. تنگهٔ پالک آبراهی خطرناک است و بسیاری از کشتی‌ها از آن پرهیز می‌کنند.